# Дашамахавидья

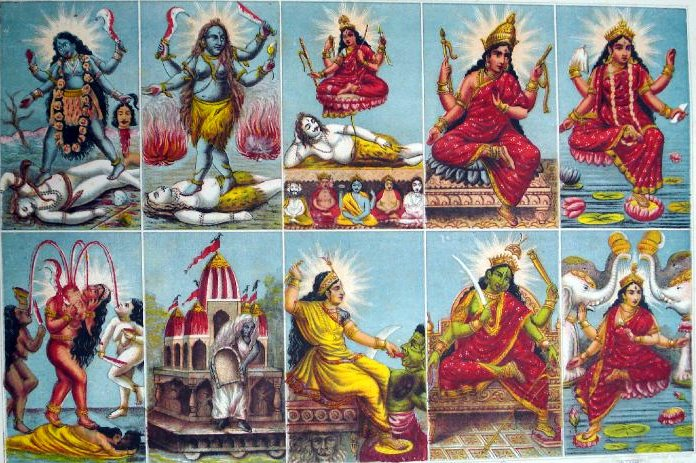
Кали, Тара, Шодаши, Бхубанешвари, Бхайрави,
Чиннамаста, Дхумавати, Багаламукхи, Матанги и Камала.

Дашамахавидья (IAST: dasamahāvidyā, «десять великих знаний») — группа из десяти женских божеств в индуизме, наибольшую роль играют в его тантрических направлениях — в тантрическом шактизме и тантрическом шиваизме. Почитаются как формы Великой Богини (санскр. Mahādevī).
Включены — как имеющие самостоятельное значение божества, так и встречающиеся только в группе — Кали, Тара, Трипурасундари (Шодаши), Бхубанешвари, Чиннамаста, Бхайрави, Дхумавати, Багаламукхи, Матанги и Камала (Камалатмика).
Появляются в поздней шактистской редакции истории о жертвоприношении Дакши. Разгневанная тем, что Шива не пускает её во дворец отца выяснить отношения, Сати приняла свой самый устрашающий облик, чем сильно его напугала. Чтобы лишить супруга возможности ускользнуть от разговора, Сати окружила его десятью своими манифестациями, собственно дашамахавидья, и Шиве пришлось уступить.

## Тексты
Упоминаются в текстах «Тантрасара», «Шакта-прамода», «Шактисангама-тантра», «Бхагавата-пурана», «Брихад-дхарма-пурана».

## Этимология
Имя Махавидья имеет корни санскрита от «маха» — могучий, великий и «видья» — ведать, знать, мудрость.

## Десять олицетворений Махадеви
«Единая истина проявляется в десяти различных лицах; Великая Мать проявляется в 10 различных персоналиях» — Даша-Махавидья («десять-Махавидьей»). Махавидьи имеют тантрическую природу и идентифицируются как:
1. Кали — конечная форма Брахмана, «Пожирательница Времени» (в шактизме Высшее божество Каликула (англ.));
2. Тара — богиня-поводырица и защитница-берегиня, Спасительница, предлагающая знания, дающие спасение (также известна как Neel Saraswati);
3. Лалита-Трипурасундари (Шодаши) — богиня «Прекрасная в трёх мирах» (в шактизме высшее божество Srikula (англ.)); «тантрическая Парвати» или «Moksha Mukuta»;
4. Бхубанешвари — богиня Мать Мира, чьё тело это космос;
5. Бхайрави — лютая богиня террора и ужаса;
6. Чиннамаста[англ.] — само-обезглавливающаяся богиня;
7. Дхумавати[англ.] — богиня вдова или богиня смерти;
8. Багаламукхи[англ.] — богиня, парализующая врагов;
9. Матанги — первый министр Лалиты (в традиции Шри-кула); «тантрическая Сарасвати»;
10. Камалатмика — богиня лотоса; «тантрическая Лакшми».

Гухьятигухья-тантра ассоциирует Махавидий с 10 аватарами Вишну и говорит, что Махавидьи являются источником возникновения аватар Вишну. Все 10 образов Богини, мирные и яростные, почитаются как универсальная Мать.